# Mancomunitat de la Vall de Gallinera i l'Atzúbia-Forna
La Mancomunitat de la Vall de Gallinera i l'Atzúbia-Forna és una mancomunitat de municipis de la comarca de la Marina Alta (País Valencià). Aglomera 2 municipis i 1.193 habitants, en una extensió de 67,80 km². Actualment (2007) la mancomunitat és presidida per Jose Cirre Tito, del Bloc Nacionalista Valencià i regidor de la Vall de Gallinera.
Les seues competències són:
- Camins rurals
- Defensa medi ambient
- Guarderia rural

Els pobles que formen la mancomunitat són:
- l'Atzúbia
- la Vall de Gallinera